# Фотій (митрополит Київський)
Святи́тель Фо́тій (XIV ст. — 2 червня 1431) — Митрополит Київський і всієї Русі (1408/1420-1431), грек родом з Пелопонесу; призначений Патріархом Константинопольським, жив у Москві і не був визнаний господарем Руси Вітовтом, під патронатом якого Київсько-Литовським Митрополитом був поставлений Григорій Цамблак (1415–1420). Щойно по смерті Цамблака вся Київська Митрополія опинилася під керівництвом Фотія, володіючи яким він сприяв посиленню впливів московського великого князя і зміцненню влади Московії перед Руссю і Литвою.

## Біографія

### Початок служіння
Фотій був родом з Пелопоннеського міста Монемвасії (Мальвазії).
Ще підлітком він поступив у монастир і був пострижеником старця Акакія, великого подвижника (згодом Митрополита Монемвасійського). 1408 року, коли Фотій знаходився в Константинополі з дорученням від Митрополита, постало питання про заміщення Руської кафедри після кончини Святителя Кипріана (†1406). Вибір Патріарха Матфія (1397-1410) ліг на Фотія, відомого своєю вченістю і святістю життя.

### Митрополит Київський і всієї Русі
1 вересня 1408 року Святитель Фотій був возведений у сан Митрополита і через рік прибув до Русі. Півроку провів у Києві (вересень 1409 — лютий 1410), упорядковуючи справи південних єпархій Руської Церкви, що входили тоді до складу Великого князівства Литовсько-Руського. Святитель грек, що було не уперше, взявся неприйнятної для русинського духівництва ідеї, що престол митрополита — чільне місце церковного життя Русі — не може міститися в питомій Київській землі. Русинське духівництво все більше поліпшувало стосунки з християнами Католицької Церкви, й, головне, утримувало владу перед іншими осередками Ортодоксальної Церкви, які набули широкий вплив і нову силу через тісні зв'язки з Ордою в 13-14 столітті. За прикладом подібних попередників, висвячених передусім на Київську митрополію, що перенесли своє місцеперебування до Владимира у Заліссі (а потім в Москву), у день Великодня 1410 року грек Фотій прибув до Московської резиденції, де місто застав в упадку, а митрополиче господарство в злиднях.
Охрестив у Слуцьку в 1420 році майбутнього останнього Великого київського князя Симена Олельковича. 22 роки святитель ніс служіння Предстоятеля Руської Церкви. За умов воєн, міжусобиць, грабіжницьких набігів татар він, як й його попередники, мався дбати за духовне життя, матеріальну забезпеченість і благоустрій храмів, але особливо зручної йому Московської кафедри, зацікавлений у владі, де його підтримували місцеві єрархи. Добробут Церкви дозволяв Фотію надавати допомогу Константинопольському Патріархату, що перебував тоді у скруті, укріплювати його статус, сам же - здобував прихильність.

### Напад татар
Вороги не раз намагалися перешкодити церковному служінню Фотія. Навесні 1410 року, коли Фотій прибув з Москви до Володимира, хан Єдигей, який розорив за два роки до того Владимирську землю, здійснив новий похід з метою захопити в полон самого митрополита. Татарські загони швидко узяли Владимир. Але напередодні, не підозрюючи про небезпеку, святитель виїхав у заміський Святоозерський монастир. Коли татари почали наздоганяти його, він сховався в невеликому селищі, оточеному непрохідними болотами, на річці Сеньзі. Не зумівши захопити митрополита, розлючені татари пограбували Владимир і Успенський кафедральний собор. Ключар собору Патрікей зазнав страшних тортур і прийняв мученицьку кончину від татар, але не відкрив місце, де заховав церковні святині й скарби.

### Об'єднання митрополій в одну.
Намаганнями митрополита Фотія 1420 року була скасована потужна Литовська Митрополія, встановлена стараннями Великого князя Руси Олександра-Вітовта для південних і західних православних єпархій на противагу Московським опонентам у боротьбі за церковну владу. Того ж року святитель відвідав злучені єпархії і привітав паству учительним посланням після смерті потужного Київського митрополита Григорія Цамблака.

### Останні роки життя
20 квітня 1430 року святий Фотій за переказами був сповіщений ангелом про майбутню кончину і мирно помер у вказаний йому час, у день свята Положення Ризи Пресвятої Богородиці, 2 липня 1431 року.
Мощі святителя були знайдені 1471 року. В Оружейній палаті Московського кремля зберігаються два саккоси митрополита Фотія.

## Духовні праці
Кмітливий і високоосвічений грек, залишив багато повчань і послань. Велике богословське значення мали його контраргументи проти єресі стригольників. Зусиллями Святителя єресь припинила своє існування 1427 року. Важливими церковно-історичними джерелами є складені святим Фотієм «Чин обрання і возведення у сан єпископа» (1423), «Повчання про важливість священного сану і обов'язки священнослужителів», а також «Духовний заповіт», де розповідається про його життя. Великою справою святителя було також укладання під його керівництвом «Спільноруського літописного зведення» (близько 1423 року).

### Список творів
- Чин обрання і возведення у сан єпископа (1423)
- Повчання про важливість священного сану і обов'язки священнослужителів
- Духовний заповіт
- Спільноруське літописне зведення (бл.1423, редактор)